# Arvid Laurin (politiker)
För båtkonstruktörern och olympiern med samma namn, se Arvid Laurin (konstruktör).
Arvid Vilhelm Laurin, född 29 september 1860 i Fardhem, död där 28 december 1919, var en svensk lantbrukare och riksdagsman. 
Laurin var ledamot av riksdagens första kammare vid urtima riksdagen 1919, invald i Gotlands läns valkrets. 